# Honos

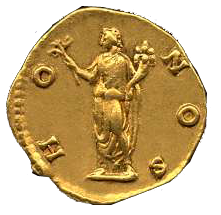
Honos på ett romerskt guldmynt.

Honos eller Honor (latin heder, ära) är en romersk gudomlighet i romersk mytologi, som vanligen dyrkades i förening med gudomligheten Virtus, hjältemodet. Båda hade var för sig tempel i Rom samt ett gemensamt, mest uppbyggda av fältherrar efter vunnen framgång i krig. På mynt från republikens dagar och i synnerhet från kejsartiden förekommer Honos, iförd fredsdräkt med ymnighetshornet.